# Codex Seraphinianus
Il Codex Seraphinianus è un libro scritto e illustrato con oltre mille disegni dall'artista italiano Luigi Serafini tra il 1976 e il 1978, la cui prima edizione è stata realizzata nel 1981 da Franco Maria Ricci.

## Descrizione
Costituito da circa 360 pagine, il libro è caratterizzato da una lunga serie di curiose metamorfosi grafiche. Si presenta come un'enciclopedia scritta in una grafia indecifrabile: l'autore, in una conferenza alla Society of Bibliophiles dell'Università di Oxford tenuta l'8 maggio 2009, ha dichiarato che l'alfabeto in cui il Codex è scritto è interamente asemico, e non trascrive alcuna lingua esistente o immaginaria. Divenuto un libro di culto, un'enciclopedia surreale, è stato ed è molto apprezzato da personalità come Italo Calvino, Federico Zeri, Giorgio Manganelli, Achille Bonito Oliva, Tim Burton, Federico Fellini, Douglas Hofstadter, Philippe Découflé.
Il Codex è una reinterpretazione in chiave fantastica e visionaria di materie quali la zoologia, la botanica, la mineralogia, l'etnografia, la fisica, la tecnologia, l'architettura e altro ancora. Mentre l'enciclopedia tende a fissare il sapere di una determinata epoca, nella fantaenciclopedia di Serafini non c'è niente di stabile. Secondo Calvino lo scheletro è «il solo nucleo di realtà che resiste tal quale in questo mondo di forme intercambiabili». Per questa mutevolezza ironica e intrigante, il Codex Seraphinianus è stato messo in rapporto con l'ambito psichico e definito un tentativo di «catalogazione del mondo incoerente delle forme intermedie».

## Edizioni
- L'edizione originale è stata stampata in due volumi, divenuti nel tempo molto rari e costosi:
  - Luigi Serafini, Codex Seraphinianus, Milano: Franco Maria Ricci [I segni dell'uomo, 27-28], 1981, 127+127 pp., 108+128 plates, ISBN 88-216-0026-2 + ISBN 88-216-0027-0.
- Due anni dopo, un'edizione in un unico volume veniva stampata negli Stati Uniti, in Germania e nei Paesi Bassi:
  - New York: Abbeville Press, 1983, 370 pp., ISBN 0-89659-428-9;
  - München: Prestel, 1983, 370 pp., ISBN 3-7913-0651-0;
  - Amsterdam: Meulenhoff/Landshoff, 1983, ISBN 90-290-8402-2.
- Queste edizioni erano andate esaurite, finché nel 1993 una nuova edizione in volume unico ricomparve in Europa:
  - Edizione Francese ampliata, con prefazione di Italo Calvino, trad. di Yves Hersant and Geneviève Lambert, Milano: Franco Maria Ricci [Les signes de l'homme, 18], 1993, 392 pp., ISBN 88-216-2027-1;
  - Edizione Spagnola ampliata, con prefazione di Italo Calvino, trad. di C. Alonso, Milano: Franco Maria Ricci [Los signos del hombre, 15], 1993, 392 pp., ISBN 88-216-6027-3.
- In Italia è stata pubblicata verso la fine del 2006 una nuova edizione, con una "prefazione" di 9 nuove tavole dell'Autore ed il "decodex", una revisione tipografica che ha riportato i colori alle definizioni originarie e un prezzo relativamente contenuto (€89):
  - Milano: Rizzoli, 2006, 384 pp., ISBN 88-17-01389-7.
  - Milano: Rizzoli, 2008, 384 pp.
  - Milano: Rizzoli, 2010 (agosto), 384 pp., ISBN 978-88-17-01389-5
  - Milano; Rizzoli, 2013, 392 pp., con l'altra "prefazione" di 11 tavole dell'Autore
  - Nel 2014 la casa editrice LAURUS ha pubblicato in Ucraina una nuova edizione aggiornata del volume, che consta di 396 pagine. ISBN 978-966-2449-42-6
  - Milano; Rizzoli, 2016, con Decodex, Quarta edizione, ISBN 978-88-17-06888-8
  - Milano; Mondadori, 2021-22, con Decodex, Seconda edizione, ISBN 978-88-918-3248-1